# Allard Lindhout
Allard Lindhout (Warmond, 11 settembre 1987) è un arbitro di calcio olandese.

## Carriera
Dopo alcuni anni trascorsi nelle serie minori olandesi, esordisce nella seconda serie nazionale, l'Eerste Divisie, il 5 ottobre 2010, dirigendo l'incontro tra AGOVV e RBC, terminato 1-0. Durante la stagione 2010-2011 dirige, sempre in seconda serie, nove partite.
Il 18 aprile 2015 esordisce in prima divisione olandese, l'Eredivisie, arbitrando Willem II-Groningen.
Nel 2020 diventa arbitro internazionale della UEFA e della FIFA: esordisce come tale il 13 ottobre 2022 in Polonia U-21-Bulgaria U-21. Circa due anni dopo, il 25 marzo 2022, dirige il suo primo incontro tra nazionali maggiori, l'amichevole Sudafrica-Guinea. Il 15 settembre dello stesso anno, dirigendo CFR Cluj-Sivasspor, esordisce nella fase a gironi di una competizione europea (la Conference League). Nella stagione 2023-2024 debutta anche in Europa League, e la stagione successiva in Champions League.
In occasione del suo esordio in Eredivisie, ha dichiarato di voler cercare spesso il dialogo con i giocatori in campo.